# Tuttle (Kalifornia)
Tuttle – jednostka osadnicza w Stanach Zjednoczonych, w stanie Kalifornia, w hrabstwie Merced.